# Aleksandr Sergeevič Stroganov (1818-1864)
Aleksandr Sergeevič Stroganov (San Pietroburgo, 6 dicembre 1818 – Voljšovo, 26 luglio 1864) è stato un ufficiale e politico russo.

## Biografia
Aleksandr era il figlio primogenito del conte Sergej Grigor'evič Stroganov, e di sua moglie, Natal'ja Pavlovna Stroganova, figlia di Pavel Aleksandrovič Stroganov. Fu battezzato il 9 gennaio 1819 nella Cattedrale di corte come figlioccio dell'imperatrice Maria Feodorovna. 
Come il padre, Aleksandr ereditò la passione per il collezionismo. Mise insieme una collezione di monete medievali e dell'Europa occidentale di circa 60.000 pezzi; nel 1925, una collezione di oltre 53.000 monete entrò nel dipartimento di numismatica dell'Ermitage. Si laureò presso l'Università Imperiale di Mosca e in seguito viaggiò molto. Fu uno dei fondatori della Società archeologica di storia e antichità russe di San Pietroburgo.

## Carriera
Tornato in Russia intraprese la carriera militare. Servì come ufficiale nel reggimento dei granatieri Fanagoria sotto il comando del principe Suvorov nel Caucaso. A causa di una commozione cerebrale, il 4 maggio 1844 fu trasferito al Reggimento Preobraženskij e l'8 marzo 1845 fu nominato aiutante di campo dell'imperatore Nicola I. Partecipò alla campagna d'Ungheria del 1849. Il 12 agosto 1849 fu a promosso capitano di stato maggiore.
Successivamente, divenne colonnello e primo comandante del I° battaglione dei fucilieri. Prese parte alla guerra di Crimea, dove si distinse nella Battaglia della Cernaia. Il 9 giugno 1857, per motivi di salute, fu costretto a lasciare il servizio militare. Nel gennaio 1864 fu promosso a consigliere di stato e gli fu concesso il titolo di corte "di jägermeister".

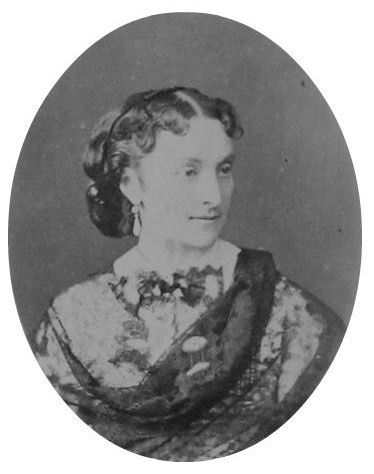
Tat'jana Dmitr'evna Vasil'čikova

## Matrimonio
Secondo Buslaev, il conte Stroganov "era un uomo allegro e dolce, un unono gentile e un arguto interlocutore". Come erede di un'enorme fortuna, ha avuto un grande successo con le donne. A Napoli, il ministro Brochetti sognava di sposare sua figlia con lui, e il principe Suvorov corteggiò per lui la sorella vedova Varvara Bashmakova. Lo stesso Stroganov era innamorato della "attraente e dolce" baronessa Elena Bode, ma la loro unione non durò. A metà del 1840, Stroganov fu trasferito nel Caucaso per la sua relazione con una donna sposata, Maria Valueva (1813-1849), figlia del poeta Vjazemskij. 
Sposò, l'11 marzo 1846, la principessa Tat'jana Dmitr'evna Vasil'čikova (19 marzo 1823-16 ottobre 1880), figlia più giovane del generale Dmitrij Vasil'evič Vasil'čikov. Ebbero sei figli:
- Pavel Aleksandrovič (nato e morto nel 1847);
- Marija Aleksandrovna (1850-05 agosto 1914), sposò Stanislav Yulianovič Yagmin;
- Sergej Aleksandrovič (1852-1923);
- Elena Aleksandrovna (1855-15 ottobre 1876);
- Ol'ga Aleksandrovna (1857-1944), sposò il principe Aleksandr Grigor'vič Ščerbatov, ebbero quattro figli;
- Dmitrij Aleksandrovič (17 maggio 1861-22 gennaio 1863).

## Morte
Morì il 26 luglio 1864 nella tenuta di sua moglie nel villaggio di Voljšovo, dove fu sepolto.